# ماتي يوغ
ماتي يوغ (Matej Jug من مواليد 25 سبتمبر 1980) هو حكم كرة قدم دولي سلوفيني. أصبح حكمًا للاتحاد الدولي لكرة القدم منذ عام 2007. قام بالتحكيم في تصفيات كأس العالم 2014 وتصفيات بطولة أمم أوروبا 2012.